# Dionysodor
A nu se confunda cu sofistul Dionysodor.
Dionísodor din Kaunos (în greaca veche: Διονυσόδωρος  c. 250 î.Hr. la Knidos - c. 190 î.Hr.) a fost un matematician al Greciei antice, cu contribuții deosebite în domeniul geometriei.
Se spune că ar fi încercat să determine diametrul Pământului.
În comentariul asupra lucrarării "Despre sferă și cilindru" alui Arhimede, Eutokios susține că Dionysodor ar fi găsit o metodă pentru a intersecta o sferă printr-un plan, după o rază dată, astfel încât volumele celor două segmente formate să fie într-un raport dat.
Plinius cel Bătrân îi atribuie o scrisoare deschisă prin care indică distanța până în centrul Pământului, o valoare destul de apropiată de cea reală.